# 이브라힘 페레르
이브라힘 페레르(스페인어: Ibrahim Ferrer, 1927년 2월 20일 ~ 2005년 8월 6일)는 거의 40년 동안 로스 보쿠코스와 함께 연주했던 쿠바의 음악가였다. 1991년에 은퇴한 후, 그는 1996년 3월에 아프로쿠반 올스타즈와 부에나 비스타 소셜 클럽에서 녹음하기 위해 스튜디오로 다시 돌아왔다. 그 후 그는 2005년 죽기 전에 이러한 부활 그룹과 함께 국제적으로 순회 공연을 했으며 월드 서킷의 솔로 음반을 여러 장 녹음했다.

## 같이 보기
- 콤파이 세군도